# Apodibius nuntius
Apodibius nuntius är en djurart som tillhör fylumet trögkrypare, och som beskrevs av Maria Grazia Binda 1986. Apodibius nuntius ingår i släktet Apodibius och familjen Necopinatidae. Inga underarter finns listade i Catalogue of Life.